# Пюхаярв
Пю́хаярв или Пю́хаярве (эст. Pühajärv, Otepää Pühajärv) — озеро в юго-восточной части Эстонии, на территории волости Отепя в уезде Валгамаа. Располагается в курортной местности Пюхаярве у города Отепя к юго-западу от Тарту. Считается одним из красивейших озёр страны.

## Название
Название Pühajärv (Пюхаярв) состоит из двух частей: эст. püha (пюха) — «святой, священный; праздник» и эст. järv (ярв) — «озеро»; то есть дословно его можно перевести с эстонского языка как «святое озеро» или «священное озеро».

## Физико-географическая характеристика
Озеро находится на территории природного парка Отепя, среди холмистого рельефа возвышенности Отепя на высоте 115 метров над уровнем моря.
Имеет меридионально ориентированную продолговатую форму длиной 3,54 км и максимальной шириной 1,65 км. Общая площадь озера 300,9 га: акватория занимает 293,3 га, четыре острова — 7,6 га. Протяжённость береговой линии — 16,332 км. Средняя глубина озера 4,3 м, максимальная — 15,8 м — приходится на центральную часть озера около западного побережья.
Окружено смешанными и хвойными лесами, а также множеством более мелких озёр, часть из которых через протоки имеют сток в Пюхаярв. Площадь водосборного бассейна озера составляет 44 км². С южной стороны из Пюхаярв вытекает Вяйке-Эмайыги, связывающая его с бассейном озера Выртсъярв.
Климат в районе озера отличается благоприятностью и более выраженной континентальностью из-за достаточной удаленности от морского побережья. Лето умеренно тёплое и влажное, с большим количеством солнечных дней; средняя температура июля 16°C. Зима тёплая, умеренно мягкая, очень влажная, с частыми туманами; средняя температура февраля −6 °C, снежный покров держится около 110 дней. Осень тёплая, влажная, затяжная. Весна холодная, относительно сухая. За год выпадает около 700 мм осадков. Суммарная продолжительность солнечного сияния за год составляет около 1700 часов.

## Животный мир
В озере водится много рыбы; преобладает: лещ, линь, краснопёрка, щука; встречается: плотва, окунь, судак, налим, золотой карась, угорь и ёрш. В XIX веке было много раков, полностью вымерших в ходе эпизоотии чумы раков.